# Wunder-Lauch
Wunder-Lauch (Allium paradoxum), auch Seltsamer Lauch, Berliner Lauch oder Berliner Bärlauch genannt, ist eine Pflanzenart aus der Gattung Lauch (Allium). Er kann ähnlich wie der schmackhafte Bärlauch in Massenbeständen auftreten und ist nicht giftig.

## Beschreibung

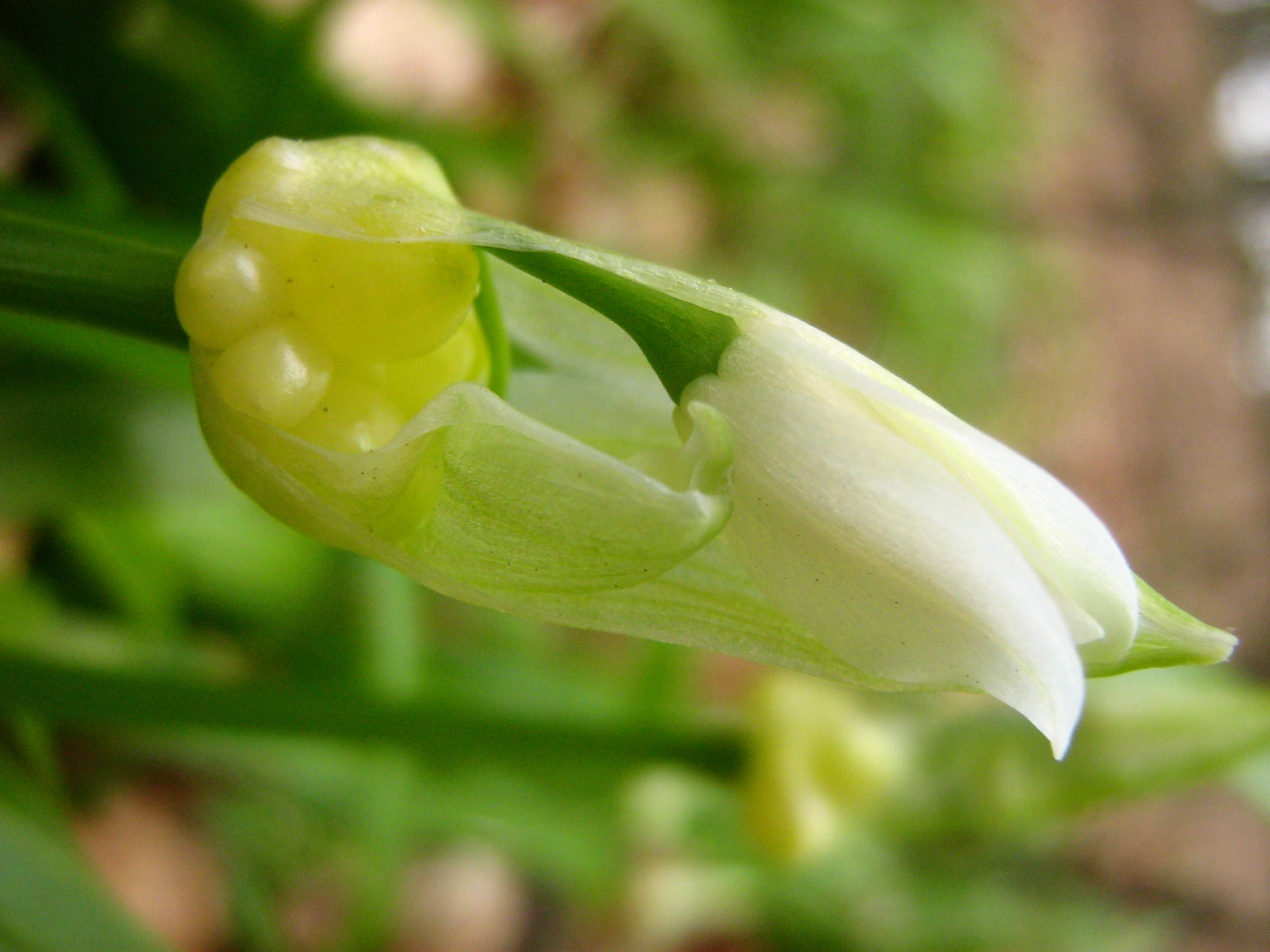
Blütenstand mit Hochblatt, gestielter Blüte und jungen Brutzwiebeln

### Vegetative Merkmale
Der Seltsame Lauch ist eine ausdauernde krautige Pflanze, die Wuchshöhen von 20 bis 30 Zentimetern erreicht. Dieser Geophyt bildet Zwiebeln mit Durchmessern von bis zu 1 Zentimeter als Überdauerungsorgan; die papierartige Tunika ist grau-schwarz. Es ist der typische, zudem intensivere Lauchgeruch vorhanden. Der dreikantige Stängel ist unbeblättert.
Meist ist nur ein oder manchmal sind drei grundständige Laubblätter vorhanden. Das ungestielte Laubblatt ist 20 Zentimeter lang sowie 0,5 bis 2,5 Zentimeter breit gebogen, linealisch oder elliptisch lanzettlich, gekielt und an der Basis verschmälert.

### Generative Merkmale
Auf einem langen Blütenstandsschaft befindet sich ein doldiger Blütenstand mit meist zwei bis fünf (null bis zehn) nickenden, lang gestielten Blüten und oft bis zu zwanzig grünen Brutzwiebeln, manchmal fehlen Blüten. Es ist ein kleines Hochblatt vorhanden.
Die zwittrigen Blüten sind dreizählig, radiärsymmetrisch und breit glockenförmig. Die sechs gleichgestaltigen Blütenhüllblätter sind aufrecht, stumpf, haltbar und milchig-weiß. Die Narbe ist dreizipfelig. Wurzelknollen haben 1–2 cm Dicke bzw. Höhe.
Die Chromosomenzahl beträgt 2n = 16.

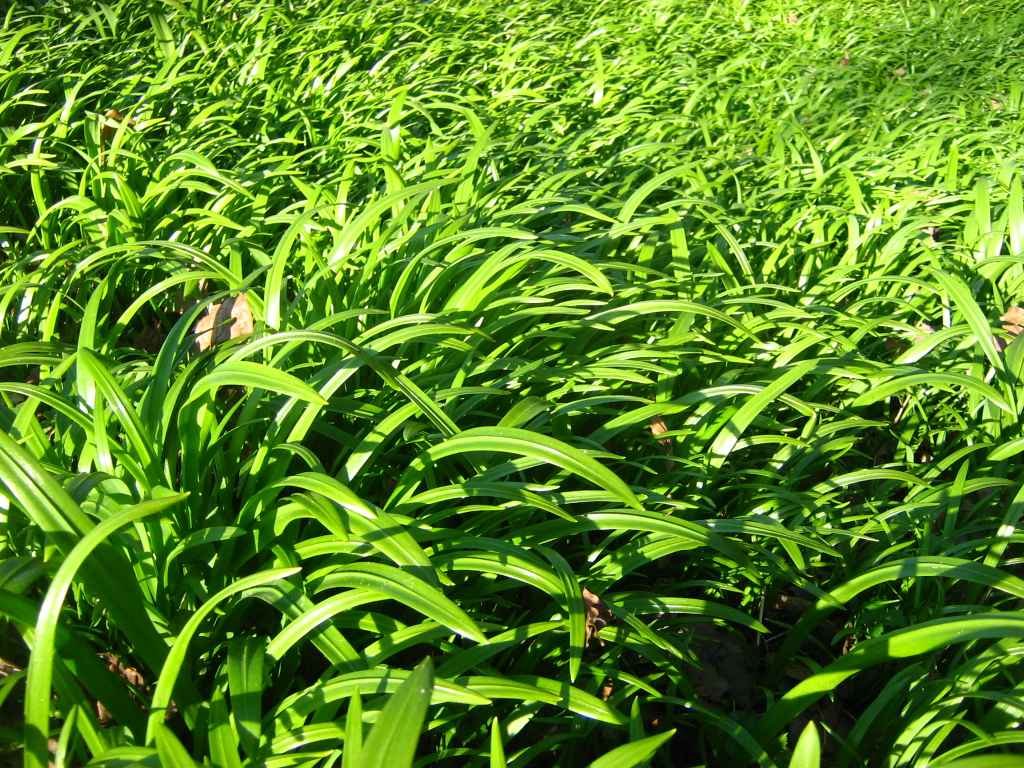
Massenbestand von Allium paradoxum in den Wallgräben Neubrandenburgs

## Phänologie
Die Vegetationszeit dauert vom zeitigen Frühling bis zum Beginn des Sommers.
Die Blütezeit liegt im April bis Mai und dauert etwa 20 Tage.

## Vorkommen
Der Wunder-Lauch stammt ursprünglich aus dem Kaukasus, Bergen in Zentralasien und dem nördlichen Iran. Der Wunder-Lauch ist eine invasive Art in Ausbreitung. Er ist in Europa ein Neophyt.
Er wurde ursprünglich im 19. Jahrhundert in Berliner botanischen Gärten angebaut und breitete sich von dort aus. Er vermehrt sich hier vermutlich ausschließlich ungeschlechtlich – alle im Berliner Raum gefundenen Exemplare sind genetisch identisch.

## Systematik
Die Erstveröffentlichung dieser Art erfolgte durch Friedrich August Marschall von Bieberstein 1819 unter dem Namen Scilla paradoxa in Flora Taurico-Caucasica 3, S. 267. George Don stellte sie in Memoirs of the Wernerian Natural History Society 6, 1827, S. 72 unter dem Namen Allium paradoxum in die Gattung Allium. Allium paradoxum gehört zur Sektion Briseis in der Untergattung Amerallium innerhalb der Gattung Allium.

## Sonstiges
Der Wunder-Lauch bildet ab März rasenartige Bestände, die noch vor dem Bärlauch blühen und schon im Juni wieder verwelkt sind. Der Seltsame Lauch riecht ähnlich dem Bärlauch, Schnittlauch, der Speisezwiebel oder wie Knoblauch. Selten wird er zu Paste verarbeitet; die Gastronomie verwendet ihn wegen seiner penetranten Bitterschärfe eher nicht.